# تلمبة زينال (مقاطعة فسا)
تلمبة زينال (بالإنجليزية: Tolombeh-ye Zeynli)‏ هي human-geographic territorial entity تقع في فارس في إيران.